# Steven Gilborn
Steven Neil Gilborn (New Rochelle, 15 juli 1936 – Columbia County (New York), 2 januari 2009) was een Amerikaans acteur.

## Biografie
Gilborn studeerde af in Engels aan de Swarthmore College in Swarthmore. Hierna haalde hij in 1969 zijn Doctor of Philosophy in drama aan de Stanford-universiteit in Stanford (Californië). Voordat hij acteur werd was hij een professor aan de Massachusetts Institute of Technology in Cambridge (Massachusetts), Stanford-universiteit en universiteit van Californië in Berkeley (Californië).
Gilborn was vanaf 1964 getrouwd en heeft twee kinderen. Op 2 januari 2009 stierf hij aan de gevolgen van kanker in zijn woonplaats Columbia County (New York).

## Filmografie

### Films
Selectie:
- 2000 Nurse Betty – als Blake
- 1998 About Sarah – als Lew Roth
- 1998 Dr. Dolittle – als dr. Sam Litvack
- 1997 Alien: Resurrection – als stem van Father
- 1995 The Brady Bunch Movie – als mr. Phillips

### Televisieseries
Selectie:
- 2007 Damages – als Amos Denninger – 2 afl.
- 2004 Significant Others – als vader van Ethan – 2 afl.
- 1998-2001 The Practice – als A.D.A. Gavin Bullock – 6 afl.
- 2001 Two Guys. A Girl and a Pizza Place – als Mark Breslin – 3 afl.
- 1999 Get Real – als dr. Chris Carlisle – 6 afl.
- 1994-1998 Ellen – als Harold Morgan – 27 afl.
- 1994-1997 Living Single – als Jeffrey Higgins – 4 afl.
- 1993-1996 Dream On – als Fred Hoblit – 6 afl.
- 1994 Picket Fences – als dr. Brennan – 3 afl.
- 1990-1993 L.A. Law – als advocaat Robert Richards – 3 afl.
- 1991 Teech – als Alfred W. Litton – 13 afl.
- 1989-1991 The Wonder Years – als mr. Collins – 4 afl.
- 1991 Knots Landing – als mr. Leland – 2 afl.
- 1990-1991 Columbo – als George – 4 afl.

- International Standard Name Identifier: 0000 0000 2651 684X
- Library of Congress Control Number: n84022513
- Nationale Bibliotheek van Israël: 987007431634605171
- Virtual International Authority File: 25996181
- WorldCat: E39PBJhCBXbrcrrWc3WGFb7rbd